# Малкін Євген Володимирович
Євген Володимирович Малкін (рос. Евгений Владимирович Малкин; 31 липня 1986, м. Магнітогорськ, СРСР) — російський хокеїст, центральний нападник. Виступає за Піттсбург Пінгвінс у Національній хокейній лізі .

## Біографія

### Кар'єра
Батько Євгена, колишній хокеїст, тож сина він поставив на ковзани вже в три роки. Так Малкін почав займатись хокеєм в школі магнітогорського «Металурга». Заслужений майстер спорту Росії (2012).
На дорослому рівні починає виступати за "магнітку" в вересні 2003 року. В першому ж сезоні стає срібним призером першості. В наступних двох сезонах, проведених за магнітогорців стає справжнім лідером команди. До того ж в сезоні 2005/2006 років Малкін займає третю позицію серед бомбардирів ліги в регулярній першості і четверту в плей-оф. В цьому ж сезоні виграє бронзові нагороди чемпіонату Росії з хокею.
В серпні 2006 року наважується на втечу з «металургу» в НХЛ. В серпні того року команда виїхала на закордонний передсезонний збір до Фінляндії. Скориставшись нагодою Малкін, маючи на руках закордонний паспорт з проставленою візою до США з відкритою датою, полетів до Америки. Незважаючи на підписаний за декілька днів до втечі контракт з магнітогорцями, Євген підписав угоду новачка з командою НХЛ, що обрала його на драфті, Піттсбург Пінгвінс. Так почалися його виступи в Північній Америці.
В НХЛ Малкін з перших матчів почав демонструвати свій талант. В перших шести матчах він закидав по одній шайбі, повторивши таким чином один з найдавніших рекордів НХЛ. В дебютному для себе сезоні в заокеанській лізі, Малкін став найкращим бомбардиром серед новачків, і був визнаний найкращим новачком року. В другому сезоні він, разом з ще одним молодим вундеркіндом, Сідні Кросбі, вивели команду до фіналу розіграшу кубку Стенлі, але у фіналі їм забрало досвіду і вони поступилися Детройту. Сам же Малкін зайняв друге місце серед бомбардирів після свого співвітчизника Олександра Овечкіна. В третьому сезоні за Піттсбург Малкін затьмарив своєю грою всіх інших, ставши найкращим бомбардиром сезону, як в регулярній частині, так і в плей-оф. В цілому ж "пінгвіни" знову дійшли до фіналу кубка Стенлі, і знову зустрілись там з Детройтом, але цього разу перемогли. Згідно з підписаним минулого року договором Малкін залишатиметься "пінгвіном" ще принаймні 7 років.

## Статистика
| Сезон                        | Клуб                         | Ліга                         | Регулярна першість           | Регулярна першість           | Регулярна першість           | Регулярна першість           | Плей-оф | Плей-оф | Плей-оф | Плей-оф |
| Сезон                        | Клуб                         | Ліга                         | І                            | Г                            | П                            | О                            | І       | Г       | П       | О       |
| ---------------------------- | ---------------------------- | ---------------------------- | ---------------------------- | ---------------------------- | ---------------------------- | ---------------------------- | ------- | ------- | ------- | ------- |
| 2003/04                      | «Металург» Мг                | РСЛ                          | 34                           | 3                            | 9                            | 12                           | -       | -       | -       | -       |
| 2004/05                      | «Металург» Мг                | РСЛ                          | 52                           | 12                           | 20                           | 32                           | 5       | 0       | 4       | 4       |
| 2005/06                      | «Металург» Мг                | РСЛ                          | 46                           | 21                           | 26                           | 47                           | 11      | 5       | 10      | 15      |
| 2006/07                      | «Піттсбург Пінгвінс»         | НХЛ                          | 78                           | 33                           | 52                           | 85                           | 5       | 0       | 4       | 4       |
| 2007/08                      | «Піттсбург Пінгвінс»         | НХЛ                          | 82                           | 47                           | 59                           | 106                          | 20      | 10      | 12      | 22      |
| 2008/09                      | «Піттсбург Пінгвінс»         | НХЛ                          | 82                           | 35                           | 78                           | 113                          | 24      | 14      | 22      | 36      |
| 2009/10                      | «Піттсбург Пінгвінс»         | НХЛ                          | 67                           | 28                           | 49                           | 77                           | 13      | 5       | 6       | 11      |
| 2010/11                      | «Піттсбург Пінгвінс»         | НХЛ                          | 43                           | 15                           | 22                           | 37                           |         |         |         |         |
| 2011/12                      | «Піттсбург Пінгвінс»         | НХЛ                          | 70                           | 50                           | 59                           | 109                          | 6       | 3       | 5       | 8       |
| 2012/13                      | «Металург» Мг                | КХЛ                          | 37                           | 23                           | 42                           | 65                           |         |         |         |         |
| 2012/13                      | «Піттсбург Пінгвінс»         | НХЛ                          | 31                           | 9                            | 24                           | 33                           | 15      | 4       | 12      | 16      |
| 2013/14                      | «Піттсбург Пінгвінс»         | НХЛ                          | 60                           | 23                           | 49                           | 72                           | 13      | 6       | 8       | 14      |
| 2014/15                      | «Піттсбург Пінгвінс»         | НХЛ                          | 69                           | 28                           | 42                           | 70                           | 5       | 0       | 0       | 0       |
| Всього в НХЛ                 | Всього в НХЛ                 | Всього в НХЛ                 | 587                          | 268                          | 434                          | 702                          | 101     | 42      | 69      | 11      |
| Всього на чемпіонатах світу  | Всього на чемпіонатах світу  | Всього на чемпіонатах світу  | Всього на чемпіонатах світу  | Всього на чемпіонатах світу  | Всього на чемпіонатах світу  | Всього на чемпіонатах світу  | 53      | 31      | 31      | 62      |
| Всього на Олімпійських іграх | Всього на Олімпійських іграх | Всього на Олімпійських іграх | Всього на Олімпійських іграх | Всього на Олімпійських іграх | Всього на Олімпійських іграх | Всього на Олімпійських іграх | 16      | 6       | 9       | 15      |

## Рекорди та нагороди
- Володар Кубка Стенлі — 2009, 2016, 2017
- Арт Росс Трофі (найкращий бомбардир регулярної першості НХЛ) — 2009, 2012
- Конн Смайт Трофі (найцінніший гравець плей-оф розіграшу кубка Стенлі) — 2009
- Найкращий гравець юнацького чемпіонату світу з хокею — 2004
- Найкращий гравець молодіжного чемпіонату світу з хокею — 2006
- Колдер Трофі (найкращий новачок сезону НХЛ) — 2007
- Учасник матчу всіх зірок НХЛ — 2008, 2009
- Бронзовий призер чемпіонату світу з хокею 2005, 2007
- Найкращий бомбардир плей-оф розіграшу кубка Стенлі — 2009
- Перший гравець, починаючи з сезону 1917/1918 років, котрий забивав в кожному з своїх перших шести матчах в НХЛ.